# Gottlieb Wernsdorff
Pour les articles homonymes, voir Wernsdorf.
Gottlieb Wernsdorf ou Gottlieb Wernsdorff der Ältere (l'Ancien) (Gottlieb est l'équivalent allemand de Théophile), né le 25 février 1668 à Schönewalde (Schoenefeld) dans le district d'Elbe-Elster (entre Jüterbog et Herzberg) et mort le 1er juillet 1729 à Wittenberg, est un théologien luthérien et historien allemand.

## Biographie
Il fit ses études à l'Académie de Wittemberg, y professa la théologie et devint, en 1719, surintendant de l'Église luthérienne.
Ses œuvres se composent d'oraisons funèbres, de harangues académiques et de dissertations. Ces dernières ont été réunies par Ch.-H. Zeibich, sous le titre de Disputationes Wenisdorfianœ (Wittemberg, 1736-1787, 2 vol. in-4°). Les plus remarquables sont intitulées : De indifferentismo religiosum; De termina vitae non fatali; Augustinae confessionis historia ; Recentiores de cœna controversise ; Summa snnse doctrines de pulygamia, etc.
Partisan zélé de l'orthodoxie luthérienne, Wernsdorf combattit vivement ceux qui s'efforçaient de rétablir l'union entre les diverses sectes réformées et fit surtout preuve d'une grande violence de langage dans son ouvrage intitulé : Entdeckung der arcani regit (Wittemberg, 1703, in-4°).
Ses ancêtres sont venus de Bohême. En raison de leur foi protestante, ils ont été expulsés. Son grand-père Christoph Werndorf, ainsi que son père étaient pasteurs à Schönewalde et à Herzberg (Elster). Sa mère Maria Magdalena Molin a mis au monde dix enfants ; Gottfried était le sixième.
Il entra le 11 novembre 1686 à l'université de Wittenberg. Nanti d'une bourse et logé avec les nécessiteux, il dût faire d'immense efforts pour poursuivre ses études, et essuyer les moqueries de ses camarades moins diligents que lui. Werndorf a axé ses efforts sur l'étude de la rhétorique, de la grammaire, de la poésie, de l'histoire, et de la philosophie ; il a eu comme enseignants Konrad Samuel Schurzfleisch, Christian Donati, Christian Rohrensee. Il a défendu avec succès sa "Thèses eticas" sous la présidence de Röhrensee le 15 octobre, et obtint le grade académique de Magister en philosophie. Précepteur des enfants de Caspar Löscher pendant trois ans, il put poursuivre ses études et produire une nouvelle thèse le 28 novembre 1696. Devenu conférencier en théologie, il attirait de nombreux auditeurs. Il reçut alors une bourse de la chancelière Freiherr von Friesen.
Son plus grand souhait était de devenir professeur de sciences historiques et non de prendre place à la chaire de théologie. Mais quand le prédicateur de la cour Samuel Benedikt Carpzov l'a recommandé pour être professeur adjoint de théologie, il changea d'avis.
Il contesta Neumann en 1698, avec le traité De auctoritate librorum symbolicorum. L'année suivante, il a de nouveau contesté Neumann avec discrimine de nexu & donorum gratiae le 21 décembre 1699. Près de cinq mois plus tard, il a obtenu le 22 avril 1700 le poste de professeur associé à la faculté de théologie à Wittenberg. Après la mort de Hanneken, il s'éleva dans la hiérarchie de l'université en 1706 en tant que professeur titulaire de la faculté de théologie. En 1710, il devint le doyen de l'église du château.
En 1719, Caspar Löscher fut éliminé de la General superintendentur. La réputation de Wernsdorff en tant que théologien était si grande qu'il reçut le titre de General superintendentur Weissenfels (Surintendant de l'Église luthérienne). (Conseil des églises). Il géra ces bureaux jusqu'à sa mort. En 1717 et 1724, il devint doyen de la Faculté de théologie ; il fut aussi Recteur de l'Université en 1708, 1712 et 1718. Ses auditeurs avaient pour lui une grande dévotion ; de nombreuses personnalités lui rendirent hommage lors de ses funérailles, dont Martin Luther.

## Vie familiale
Marié le 29 juillet 1710 avec Margaretha Katharina, il a eu sept fils. Parmi ceux-ci sont connus : Johann Wilhelm, qui mourut jeune en tant qu'étudiant, Gottlieb Wernsdorf le jeune, Ernst Friedrich Werndorf, Johann Ludwig Werndorf un mathématicien et ingénieur, Johann Christian Wernsdorf le jeune et Johann Gottfried Werndorf qui a fait aussi des études à l'université de Wittenberg.

## Travaux
L’œuvre de Werndorf est très vaste. Christian Heinrich Zeibich a recueilli ses mémoires en deux volumes étendus (à l'origine trois avaient été planifiés) et les a publiés. Ses essais portent sur le dogme, l'éthique, la polémique, la politique de l'église, l'histoire de la Réforme.
Bien qu'il soit reconnu théologiquement pour être un des plus modérés luthériens orthodoxes, il prit position dans la controverse sur le maintien de la doctrine luthérienne orthodoxe et l'a défendue avec véhémence ; on lui reprocha cette dernière comme un manque de charité. Il prit aussi position sur les piétistes réformés, mystiques et a entretenu avec les principaux philosophes une abondante correspondance.
De ce fait, il a rencontré une certaine hostilité et a dû la combattre et la repousser.
Sa bibliothèque considérable a été vendue aux enchères en juillet 1730.